# Ciro Redondo (révolutionnaire)
Pour les articles homonymes, voir Ciro Redondo.
Ciro Redondo (né le 9 décembre 1931 à Artemisa et mort au combat le 29 novembre 1957 dans la Sierra Maestra) est un révolutionnaire cubain qui participa à l'attaque de la caserne de Moncada en 1953 et au groupe de guérilleros du Mouvement du 26 juillet.
Après l'échec de Moncada, Redondo est détenu puis libéré comme Fidel Castro, il le rejoint au Mexique et est l'un des 22 survivants (sur 82 guerilleros) au débarquement du Granma en 1956 à Cuba.
Ciro Redondo démontre sa valeur au combat et est promu lieutenant de Che Guevara lors de la création de la quatrième colonne.
Il meurt dans une embuscade lors du combat de Mar Verde. Quelques mois plus tard, la huitième colonne créée et commandée par Guevara est baptisée en son honneur.